# Quercus berberidifolia
Quercus berberidifolia conocido como encinillo es un pequeño roble en forma de arbusto de hoja perenne, perteneciente a la sección Quercus (sinónimos Lepidobalanus y Leucobalanus), los robles blancos de Europa, Asia y América del Norte. Tienen los estilos cortos; las bellotas maduran en 6 meses y tienen un sabor dulce y ligeramente amargo, el interior de la bellota tiene pelo. Las hojas carecen de una mayoría de cerdas en sus lóbulos, que suelen ser redondeados.

## Descripción
Esta especie llega a medir entre 1 y 2 metros de altura y rara vez llega a los 4 m. Tiene hojas muy dentadas de color verde opaco, que miden entre 1,5 y 3 cm de largo por 1 o 2 cm de ancho. La textura del haz es similar al cuero y la del envés es levemente peluda. Produce bellotas de color marrón agrupadas de a pares o individuales y miden entre 1 y 3 cm de largo por 1 o 2 cm de diámetro, pueden ser puntiagudas o con forma de huevo y la caperuza que las recubre es delgada. Su periodo de maduración es de entre seis y ocho meses después de su polinización.

## Distribución y hábitat
Esta especie es nativa de los cerros con matorrales de California, y es un miembro común en los ecosistemas de chaparral. De hecho, la palabra chaparral deriva del término "chaparro", usado en español, para describir algunas especies de Quercus de porte bajo. Además pueden encontrarse varias especies más de robles de porte arbustivo en esta región. Sin embargo, diferenciar los ejemplares de Q. berberidifolia de los de otras especies y sus posibles híbridos requiere de una inspección cuidadosa. En los lugares fríos o en zonas más expuestas, esta especie suele formar arbustos compactos y de menor tamaño, mientras que en zonas más cálidas o resguardadas del viento la planta puede extenderse y crecer hasta alcanzar varios metros de altura.
Q. berberidifolia a veces se hibrida con otras especies
Por lo general es conocida como encinillo, aunque este nombre también es aplicado a otras especies de Quercus, en especial a aquellos agrupados bajo la denominación Q. dumosa que son frecuentes en los hábitats de matorral.

## Taxonomía
Quercus berberidifolia fue descrita por  Frederik Michael Liebmann    y publicado en Oversigt over det kongelige danske videnskabernes selskabs forhandlinger og dets medlemmers arbeider 1854: 172. 1854.
Etimología
Quercus: nombre genérico del latín que designaba igualmente al roble y a la encina.
berberidifolia: epíteto latino compuesto que significa "con hojas de Berberis".
Sinonimia
- Quercus agrifolia var. berberidifolia (Liebm.) Wenz., Jahrb. Königl. Bot. Gart. Berlin 3: 203 (1884).
- Quercus dumosa f. berberidifolia (Liebm.) Trel., Mem. Natl. Acad. Sci. 20: 116 (1924).
- Quercus dumosa var. munita Greene, Ill. W. Amer. Oaks: 37 (1889).[4]